# Łyżwiarstwo figurowe na Zimowych Igrzyskach Olimpijskich 2022 – pary sportowe
Łyżwiarstwo figurowe na Zimowych Igrzyskach Olimpijskich 2022 – pary sportowe – rywalizacja w jednej z konkurencji łyżwiarstwa figurowego – parach sportowych, rozgrywanej na Zimowych Igrzyskach Olimpijskich 2022 rozgrywanej 18 i 19 lutego w hali Capital Indoor Stadium.
Tytułu mistrzowskiego nie broni reprezentanci Niemiec Alona Sawczenko i Bruno Massot, którzy zakończyli karierę amatorską po mistrzostwach świata 2018. Mistrzami olimpijskimi zostali Chińczycy Sui Wenjing i Han Cong, którzy zdobyli złoto dla Chin w tej konkurencji po 12 latach. Sui i Han pobili rekord punktowy w programie krótkim oraz nocie łącznej o 0,06 pkt. Wicemistrzami olimpijskimi została czwarta para poprzednich igrzysk, reprezentanci Rosyjskiego Komitetu Olimpijskiego Jewgienija Tarasowa i Władimir Morozow. Brązowy medal wywalczyli także reprezentanci Rosyjskiego Komitetu Olimpijskiego Anastasija Miszyna i Aleksandr Gallamow.
22 lutego 2022 roku Międzynarodowa Agencja Badawcza (ITA) ogłosiła, że Hiszpanka Laura Barquero występująca w parze sportowej z Marco Zandronem uzyskała pozytywny wynik testu antydopingowego podczas badań przeprowadzonych w czasie trwania igrzysk. W jej organizmie wykryto zakazany clostebol.

## Rekordy świata
W tabeli przedstawiono rekordy świata w konkurencji par sportowych przed rozpoczęciem zawodów olimpijskich:
| Segment         | Zawodnicy                               | Punkty | Zawody                                              | Data             |
| --------------- | --------------------------------------- | ------ | --------------------------------------------------- | ---------------- |
| Nota łączna     | Anastasija Miszyna / Aleksandr Gallamow | 239,82 | Mistrzostwa Europy 2022                             | 13 stycznia 2022 |
| Program dowolny | Anastasija Miszyna / Aleksandr Gallamow | 157,46 | Mistrzostwa Europy 2022                             | 13 stycznia 2022 |
| Program krótki  | Sui Wenjing / Han Cong                  | 82,83  | Zimowe igrzyska olimpijskie 2022 – zawody drużynowe | 4 lutego 2022    |

W trakcie zawodów ustanowiono następujące rekordy świata (GOE±5):
| Segment        | Zawodnicy              | Rekord [pkt] | Zmiana o [pkt] | Data           |
| -------------- | ---------------------- | ------------ | -------------- | -------------- |
| Nota łączna    | Sui Wenjing / Han Cong | 239,88       | (+0,06)        | 19 lutego 2022 |
| Program krótki | Sui Wenjing / Han Cong | 84,41        | (+1,58)        | 18 lutego 2022 |

## Kwalifikacje
Poszczególne reprezentacje mogły zdobyć kwalifikacje olimpijskie w poszczególnych konkurencjach, w tym w konkurencji par sportowych, podczas dwóch zawodów. Pierwszą możliwością kwalifikacji były mistrzostwa świata 2021, podczas których obsadzono 16 z 19 miejsc. Pozostałe kwalifikacje wyłoniono podczas zawodów Nebelhorn Trophy 2021.

### Zmiany na listach startowych
| Data           | Wycofano                         | Zakwalifikowano | Powód                                | Źr.   |
| -------------- | -------------------------------- | --------------- | ------------------------------------ | ----- |
| 18 lutego 2022 | Julija Szczetinina / Márk Magyar | —               | Pozytywny test na COVID-19 u Magyara | [ 6 ] |

## Terminarz
| Data      | Segment         | Godzina rozpoczęcia | Godzina rozpoczęcia |
| Data      | Segment         | Czas CET            | Czas lokalny        |
| --------- | --------------- | ------------------- | ------------------- |
| 18 lutego | Program krótki  | 11:30               | 18:30               |
| 19 lutego | Program dowolny | 12:00               | 19:00               |

## Wyniki

### Program krótki
| Poz.                                 | Zawodnicy                               | Reprezentacja               | TSS      | Elementy oceny | Elementy oceny | Elementy oceny | Elementy oceny | Elementy oceny | Elementy oceny | Elementy oceny | Elementy oceny | Nbr. |
| Poz.                                 | Zawodnicy                               | Reprezentacja               | TSS      | TES            | PCS            | SS             | TR             | PE             | CH             | IN             | Ded            | Nbr. |
| ------------------------------------ | --------------------------------------- | --------------------------- | -------- | -------------- | -------------- | -------------- | -------------- | -------------- | -------------- | -------------- | -------------- | ---- |
| 1                                    | Sui Wenjing / Han Cong                  | Chińska Republika Ludowa    | 84,41 WR | 45,96          | 38,45          | 9,54           | 9,43           | 9,79           | 9,64           | 9,68           | 0,00           | 17   |
| 2                                    | Jewgienija Tarasowa / Władimir Morozow  | Rosyjski Komitet Olimpijski | 84,25    | 46,04          | 38,21          | 9,61           | 9,39           | 9,57           | 9,57           | 9,61           | 0,00           | 18   |
| 3                                    | Anastasija Miszyna / Aleksandr Gallamow | Rosyjski Komitet Olimpijski | 82,76    | 44,95          | 37,81          | 9,25           | 9,32           | 9,57           | 9,54           | 9,57           | 0,00           | 16   |
| 4                                    | Aleksandra Bojkowa / Dmitrij Kozłowski  | Rosyjski Komitet Olimpijski | 78,59    | 42,17          | 36,42          | 9,04           | 8,93           | 9,18           | 9,14           | 9,25           | 0,00           | 19   |
| 5                                    | Peng Cheng / Jin Yang                   | Chińska Republika Ludowa    | 76,10    | 40,87          | 35,23          | 8,79           | 8,68           | 8,93           | 8,82           | 8,82           | 0,00           | 14   |
| 6                                    | Alexa Knierim / Brandon Frazier         | Stany Zjednoczone           | 74,23    | 40,64          | 33,59          | 8,39           | 8,21           | 8,43           | 8,50           | 8,46           | 0,00           | 2    |
| 7                                    | Ashley Cain-Gribble / Timothy LeDuc     | Stany Zjednoczone           | 74,13    | 39,91          | 34,22          | 8,46           | 8,39           | 8,57           | 8,64           | 8,71           | 0,00           | 13   |
| 8                                    | Riku Miura / Ryuichi Kihara             | Japonia                     | 70,85    | 36,39          | 34,36          | 8,71           | 8,54           | 8,57           | 8,71           | 8,54           | 0,00           | 4    |
| 9                                    | Karina Safina / Łuka Bieruława          | Gruzja                      | 66,11    | 36,74          | 29,37          | 7,39           | 7,29           | 7,36           | 7,39           | 7,29           | 0,00           | 1    |
| 10                                   | Nicole Della Monica / Matteo Guarise    | Włochy                      | 63,58    | 33,16          | 31,42          | 7,93           | 7,68           | 7,75           | 8,04           | 7,89           | 1,00           | 10   |
| 11                                   | Laura Barquero / Marco Zandron          | Hiszpania                   | 63,34    | 34,63          | 28,71          | 7,14           | 7,04           | 7,18           | 7,32           | 7,21           | 0,00           | 6    |
| 12                                   | Vanessa James / Eric Radford            | Kanada                      | 63,03    | 30,37          | 32,66          | 8,21           | 8,11           | 8,04           | 8,21           | 8,25           | 0,00           | 3    |
| 13                                   | Kirsten Moore-Towers / Michael Marinaro | Kanada                      | 62,51    | 31,94          | 32,57          | 8,25           | 8,18           | 7,82           | 8,32           | 8,14           | 2,00           | 12   |
| 14                                   | Minerva Fabienne Hase / Nolan Seegert   | Niemcy                      | 62,37    | 32,45          | 30,92          | 7,79           | 7,71           | 7,57           | 7,82           | 7,75           | 1,00           | 11   |
| 15                                   | Hailey Kops / Jewgieni Krasnopolski     | Izrael                      | 55,99    | 30,59          | 25,40          | 6,25           | 6,25           | 6,43           | 6,46           | 6,36           | 0,00           | 9    |
| 16                                   | Rebecca Ghilardi / Filippo Ambrosini    | Włochy                      | 55,83    | 28,38          | 29,45          | 7,39           | 7,18           | 7,32           | 7,50           | 7,43           | 2,00           | 15   |
| Nie awansowali do programu dowolnego |                                         |                             |          |                |                |                |                |                |                |                |                |      |
| 17                                   | Jelizaveta Žuková / Martin Bidař        | Czechy                      | 54,64    | 29,56          | 27,08          | 6,89           | 6,75           | 6,54           | 7,00           | 6,68           | 2,00           | 8    |
| 18                                   | Miriam Ziegler / Severin Kiefer         | Austria                     | 51,96    | 24,53          | 27,43          | 7,00           | 6,89           | 6,61           | 7,00           | 6,79           | 0,00           | 5    |
| WD                                   | Julija Szczetinina / Márk Magyar        | Węgry                       | DNS      | DNS            | DNS            | DNS            | DNS            | DNS            | DNS            | DNS            | DNS            | 7    |

### Program dowolny
| Poz. | Zawodnicy                               | Reprezentacja               | TSS    | Elementy oceny | Elementy oceny | Elementy oceny | Elementy oceny | Elementy oceny | Elementy oceny | Elementy oceny | Elementy oceny | Nbr. |
| Poz. | Zawodnicy                               | Reprezentacja               | TSS    | TES            | PCS            | SS             | TR             | PE             | CH             | IN             | Ded            | Nbr. |
| ---- | --------------------------------------- | --------------------------- | ------ | -------------- | -------------- | -------------- | -------------- | -------------- | -------------- | -------------- | -------------- | ---- |
| 1    | Sui Wenjing / Han Cong                  | Chińska Republika Ludowa    | 155,47 | 78,61          | 76,86          | 9,71           | 9,61           | 9,50           | 9,71           | 9,50           | 0,00           | 16   |
| 2    | Jewgienija Tarasowa / Władimir Morozow  | Rosyjski Komitet Olimpijski | 155,00 | 78,01          | 76,99          | 9,54           | 9,54           | 9,68           | 9,68           | 9,68           | 0,00           | 15   |
| 3    | Anastasija Miszyna / Aleksandr Gallamow | Rosyjski Komitet Olimpijski | 154,95 | 79,71          | 75,24          | 9,32           | 9,29           | 9,57           | 9,46           | 9,39           | 0,00           | 14   |
| 4    | Aleksandra Bojkowa / Dmitrij Kozłowski  | Rosyjski Komitet Olimpijski | 141,91 | 70,75          | 71,16          | 9,00           | 8,86           | 8,79           | 8,96           | 8,86           | 0,00           | 13   |
| 5    | Riku Miura / Ryuichi Kihara             | Japonia                     | 141,04 | 69,95          | 71,09          | 8,96           | 8,68           | 9,04           | 8,89           | 8,86           | 0,00           | 9    |
| 6    | Peng Cheng / Jin Yang                   | Chińska Republika Ludowa    | 138,74 | 69,03          | 69,74          | 8,71           | 8,54           | 8,75           | 8,75           | 8,82           | 0,00           | 12   |
| 7    | Alexa Knierim / Brandon Frazier         | Stany Zjednoczone           | 138,45 | 68,97          | 69,48          | 8,64           | 8,57           | 8,79           | 8,75           | 8,58           | 0,00           | 11   |
| 8    | Karina Safina / Łuka Bieruława          | Gruzja                      | 126,33 | 63,88          | 62,45          | 7,82           | 7,61           | 8,00           | 7,89           | 7,71           | 0,00           | 8    |
| 9    | Ashley Cain-Gribble / Timothy LeDuc     | Stany Zjednoczone           | 123,92 | 59,74          | 66,18          | 8,29           | 8,29           | 8,00           | 8,50           | 8,29           | 2,00           | 10   |
| 10   | Kirsten Moore-Towers / Michael Marinaro | Kanada                      | 118,86 | 53,83          | 65,03          | 8,04           | 8,00           | 8,07           | 8,25           | 8,29           | 0,00           | 4    |
| 11   | Laura Barquero / Marco Zandron          | Hiszpania                   | 118,02 | 57,90          | 60,12          | 7,61           | 7,39           | 7,46           | 7,61           | 7,50           | 0,00           | 6    |
| 12   | Vanessa James / Eric Radford            | Kanada                      | 117,96 | 53,98          | 64,98          | 8,11           | 7,96           | 8,11           | 8,29           | 8,14           | 1,00           | 5    |
| 13   | Nicole Della Monica / Matteo Guarise    | Włochy                      | 116,29 | 54,05          | 62,24          | 7,86           | 7,61           | 7,75           | 7,89           | 7,79           | 0,00           | 7    |
| 14   | Rebecca Ghilardi / Filippo Ambrosini    | Włochy                      | 109,60 | 54,82          | 54,78          | 6,89           | 6,64           | 6,89           | 6,96           | 6,86           | 0,00           | 1    |
| 15   | Hailey Kops / Jewgieni Krasnopolski     | Izrael                      | 97,83  | 47,20          | 50,63          | 6,43           | 6,11           | 6,39           | 6,46           | 6,25           | 0,00           | 2    |
| 16   | Minerva Fabienne Hase / Nolan Seegert   | Niemcy                      | 87,32  | 36,67          | 51,65          | 6,89           | 6,43           | 5,93           | 6,57           | 6,46           | 1,00           | 3    |

### Klasyfikacja końcowa
| Poz.                                 | Zawodnicy                               | Reprezentacja               | Nota łączna | SP  | SP       | FS  | FS     |
| ------------------------------------ | --------------------------------------- | --------------------------- | ----------- | --- | -------- | --- | ------ |
| 01 !                                 | Sui Wenjing / Han Cong                  | Chińska Republika Ludowa    | 239,88 WR   | 1   | 84,41 WR | 1   | 155,47 |
| 02 !                                 | Jewgienija Tarasowa / Władimir Morozow  | Rosyjski Komitet Olimpijski | 239,25      | 2   | 84,25    | 2   | 155,00 |
| 03 !                                 | Anastasija Miszyna / Aleksandr Gallamow | Rosyjski Komitet Olimpijski | 237,71      | 3   | 82,76    | 3   | 154,95 |
| 4                                    | Aleksandra Bojkowa / Dmitrij Kozłowski  | Rosyjski Komitet Olimpijski | 220,50      | 4   | 78,59    | 4   | 141,91 |
| 5                                    | Peng Cheng / Jin Yang                   | Chińska Republika Ludowa    | 214,84      | 5   | 76,10    | 6   | 138,74 |
| 6                                    | Alexa Knierim / Brandon Frazier         | Stany Zjednoczone           | 212,68      | 6   | 74,23    | 7   | 138,45 |
| 7                                    | Riku Miura / Ryuichi Kihara             | Japonia                     | 211,89      | 8   | 70,85    | 5   | 141,04 |
| 8                                    | Ashley Cain-Gribble / Timothy LeDuc     | Stany Zjednoczone           | 198,05      | 7   | 74,13    | 9   | 123,92 |
| 9                                    | Karina Safina / Łuka Bieruława          | Gruzja                      | 192,44      | 9   | 66,11    | 8   | 126,33 |
| 10                                   | Kirsten Moore-Towers / Michael Marinaro | Kanada                      | 181,37      | 13  | 62,51    | 10  | 118,86 |
| 11                                   | Laura Barquero / Marco Zandron          | Hiszpania                   | 181,36      | 11  | 63,34    | 11  | 118,02 |
| 12                                   | Vanessa James / Eric Radford            | Kanada                      | 180,99      | 12  | 63,03    | 12  | 117,96 |
| 13                                   | Nicole Della Monica / Matteo Guarise    | Włochy                      | 179,87      | 10  | 63,58    | 13  | 116,29 |
| 14                                   | Rebecca Ghilardi / Filippo Ambrosini    | Włochy                      | 165,43      | 16  | 55,83    | 14  | 109,60 |
| 15                                   | Hailey Kops / Jewgieni Krasnopolski     | Izrael                      | 153,82      | 15  | 55,99    | 15  | 97,83  |
| 16                                   | Minerva Fabienne Hase / Nolan Seegert   | Niemcy                      | 149,69      | 14  | 62,37    | 16  | 87,32  |
| Nie awansowali do programu dowolnego |                                         |                             |             |     |          |     |        |
| 17                                   | Jelizaveta Žuková / Martin Bidař        | Czechy                      | NQ          | 17  | 54,64    | NQ  | NQ     |
| 18                                   | Miriam Ziegler / Severin Kiefer         | Austria                     | NQ          | 18  | 51,96    | NQ  | NQ     |
| WD                                   | Julija Szczetinina / Márk Magyar        | Węgry                       | DNS         | DNS | DNS      | DNS | DNS    |